# Lucy (Australopithecus)

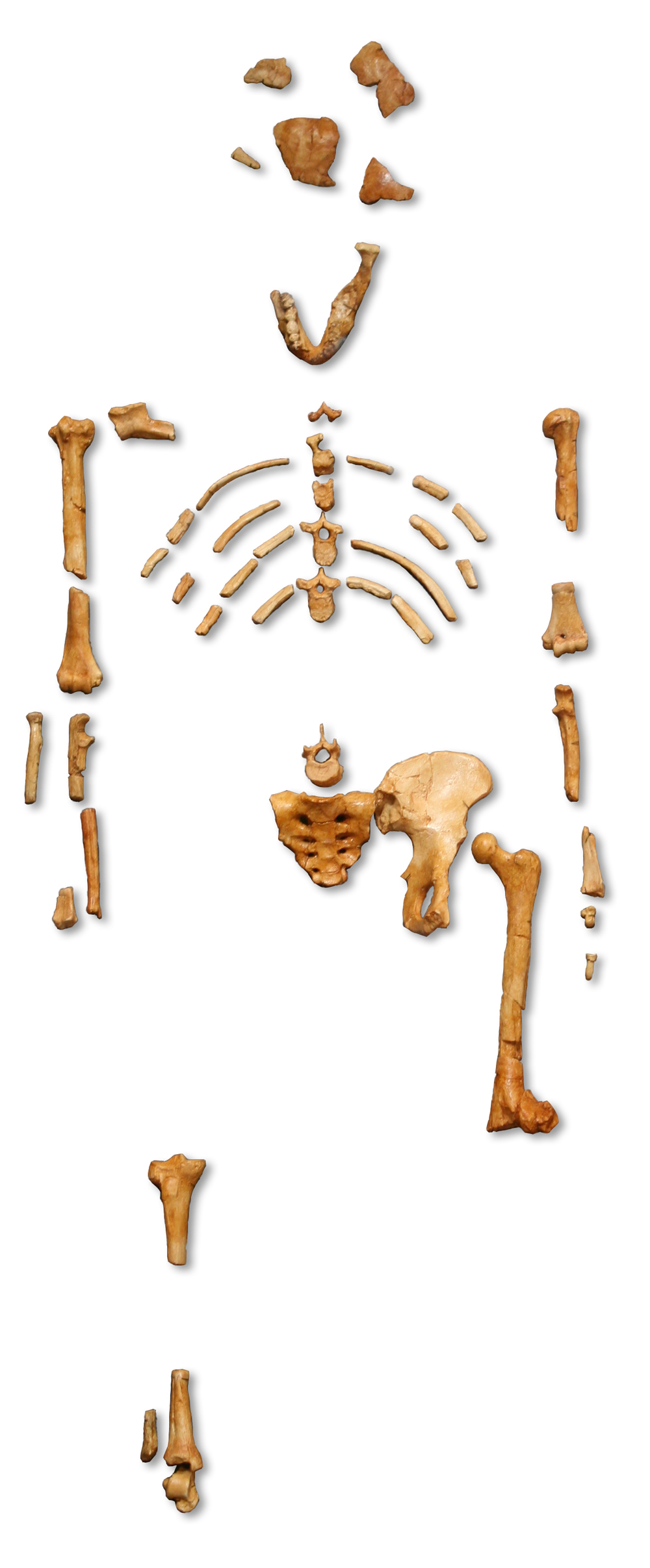
Kostra Lucy

Lucy je přezdívka pro archeologický nález s kódovým označením AL 288-1. Jedná se o několik stovek fosilních kosterních pozůstatků, z čehož 40 procent tvoří kostra samice hominida druhu Australopithecus afarensis. V Etiopii je také známá jako Dinkinesh, což v amharštině znamená „jsi překrásná“. Lucy byla objevena v roce 1974 v Africe v Etiopii, v Afarském trojúhelníku v údolí řeky Awaš poblíž vesnice Hadar paleontantropologem Donaldem Johansonem z Clevelandského přírodovědného muzea (Cleveland Museum of Natural History).
Žila někdy v rozmezí doby před 3,22 až 3,18 miliony let.

## Popis
Lucy byla vysoká 1,1 metru, vážila 29 kg a po sestavení kostí se podobala šimpanzi. Měla malý mozek jako šimpanz, ale kosti pánve a nohou byly ve své funkci téměř identické s kostmi moderních lidí, což s jistotou značí, že Lucy druhově spadá mezi homininy, kteří stáli a chodili vzpřímeně.

## Nález
Nález Lucy je datován do období přibližně před 3,2 milionu let. Součástí kostry je malá lebka podobná hominoidům mimo tribus hominini; zároveň tvar kostí dokazuje schopnost bipedální a vzpřímené chůze, podobné jako u lidí (a jiných homininů). Tato kombinace podporuje teorii, dle které během vývoje člověka bipedalismus předcházel zvětšení mozkovny. Podle studie z roku 2016 Australopithecus afarensis také do značné míry pobýval na stromech – do jaké míry je však předmětem diskuze.
„Lucy" získala své jméno podle písně „Lucy in the Sky with Diamonds" od skupiny The Beatles, kterou si členové týmu expedice po skončení prvního pracovního dne na místě vykopávek přehrávali stále dokola. Po zveřejnění tohoto objevu se Lucy stala předmětem veřejného zájmu.
Lucy se stala celosvětově proslulou a příběh jejího objevu a rekonstrukce popsal Johanson ve své knize. Od roku 2007 byly fosilní pozůstatky a související artefakty vystaveny pro veřejnost na šest let probíhajícím turné po Spojených státech. Výstava byla pojmenována jako Odkaz Lucy - skryté poklady Etiopie. Diskutovalo se o riziku poškození těchto unikátních fosilií a některá muzea dala přednost zobrazování jejich odlitků. Původní fosilie byly v roce 2013 vráceny do Etiopie a na dalších výstavách jsou již používány odlitky.
Od 25. srpna 2025 bude kostra vystavena na 60 dní v Národním muzeu v Praze. 4. února to oznámil český premiér Petr Fiala a etiopská ministryně Selamawit Kassaová na tiskové konferenci.  Nápad vznikl při návštěvě Afriky premiérem na podzim 2023.

## Smrt

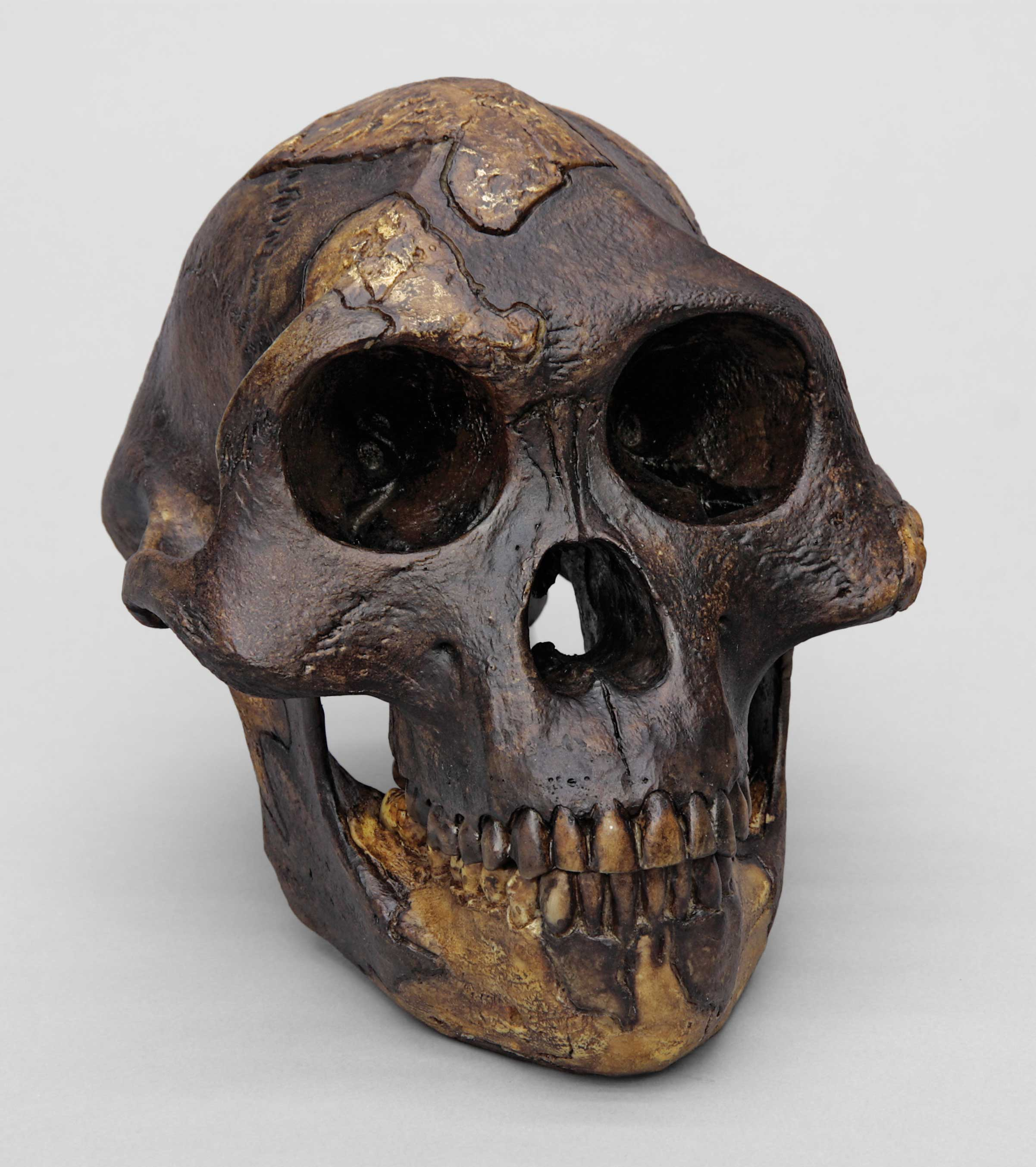
Rekonstrukce lebky Lucy

Příčinu smrti Lucy nelze určit. Kostra nevykazuje známky posmrtného poškození kostní hmoty, které jsou charakteristické pro zvířata usmrcená dravci. Jediným viditelným poškozením je známka kousnutí masožravcem na horní části její levé stydké kosti, která zřejmě vznikla přibližně v době smrti, ale která nutně nemusí souviset se smrtí samotnou. Její třetí stoličky byly prořezané a mírně opotřebované, z čehož vyplývá, že v době smrti již byla dospělá s dokončeným vývojem kostry. Existují náznaky degenerativního onemocnění obratlů, které však nutně nemusejí znamenat vyšší stáří. Lucy byla v době své smrti mladou dospělou osobou, přibližně ve věku 12 let.
V roce 2016 výzkumníci na Texaské univerzitě v Austinu prohlásili, že příčinou smrti Lucy byl pád z vysokého stromu. Objevitelé Lucy Donald Johanson a Tim White s tímto názorem nesouhlasili. Argumentovali, že není zřejmé, zda poškození vznikla před smrtí nebo až později vlivem tlaku sedimentů při fosilizaci, což je u takových pozůstatků zcela běžné. „Každý nalezený fragment kostry Lucy má praskliny. Autoři si vybírají ty, které si představují jako důkaz pádu ze stromu, ostatní nechávají nevysvětlitelné a nevyšetřené.“

## Výstavy
Kostra Lucy je uchovávána v Národním muzeu Etiopie (National Museum of Ethiopia) v Addis Abebě. Namísto původního skeletu je pro veřejnost vystavena sádrová replika. V Americkém přírodovědném muzeu v New Yorku vystavují diorama znázorňující Australopithecus afarensis a další předchůdce člověka; jsou zde zobrazeny jednotlivé druhy a lokality jejich výskytu spolu se schopnostmi, které jsou jim přisuzovány.
Odlitek kostry spolu s rekonstrukcí těla Lucy jsou vystaveny také v The Field Museum v Chicagu a v Clevelandském přírodovědném muzeu (Cleveland Museum of Natural History).

### Česko
V České republice je model ostatků vystaven v pavilonu Anthropos Moravského zemského muzea v Brně. Kromě drátového modelu s nalezenými pozůstatky je zde umístěn i model postavy Lucy v životní velikosti.